# Kepler-62
Kepler-62 és una estrella lleugerament més freda i petita que el Sol situada a la constel·lació de la Lira, a 1.200 anys llum de la Terra. Es troba dins del camp de visió de la nau espacial Kepler, el satèl·lit que la Missió Kepler de la NASA utilitza per detectar planetes que poden estar transitant les seves estrelles. El 18 d'abril de 2013 es va anunciar que tenia 5 planetes, dos dels quals, Kepler-62e i Kepler-62f són planetes probablement sòlids dins de la zona habitable de l'estel.

## Història i nomenclatura
Kepler-62 té el número 2MASS J18525105+4520595 del catàleg 2MASS. Els seus planetes van ser descoberts per la Missió Kepler de la NASA, una missió encarregada de descobrir planetes en trànsit al voltant de les seves estrelles. El mètode de trànsit que Kepler utilitza implica la detecció de fluctuacions en la brillantor d'estrelles. Aquestes fluctuacions en la brillantor es poden interpretar com planetes les òrbites dels quals passen per davant de la seva estrella des de la perspectiva de la Terra. El nom de Kepler-62 deriva directament del fet que és la 62a estrella descoberta per la Missió Kepler en tenir planetes confirmats.
Les designacions b, c, d, e i f deriven de l'ordre de descobriment. La designació de b és donada al primer planeta orbitant l'estrella atesa, seguit de les altres lletres minúscules de l'alfabet. En el cas de Kepler-62, tots els planetes coneguts en el sistema van ser descoberts alhora, pel que b és utilitzat en el planeta més proper a l'estel i f al més llunyà. La designació a és reservada per a l'estel, però acostuma a ometre's.

## Característiques de l'estrella
Kepler-62 és una estrella de classe K que té aproximadament el 69% de la massa i el 62% del radi del Sol. Té una temperatura superficial de 4925 ± 70 K i té 7 ± 4 bilions d'anys. En comparació, el Sol té al voltant de 4,6 bilions d'anys i té una temperatura superficial de 5778 K.
La magnitud aparent de l'estrella, o com de brillant s'observa des de la perspectiva de la Terra, és 13,8. Per tant, és massa feble per ser vista a ull nu.

## Sistema planetari

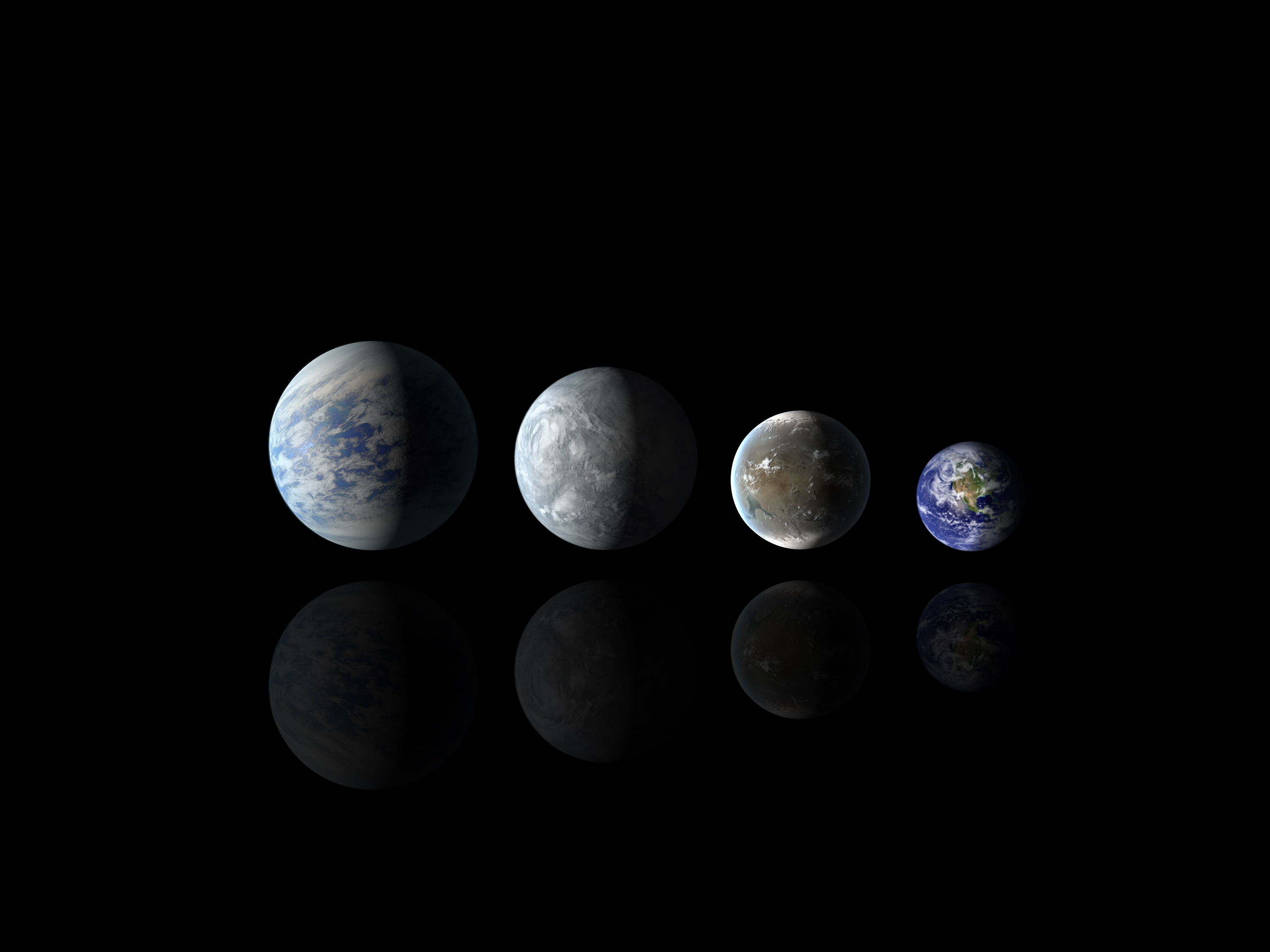
Comparació de la mida dels planetes Kepler-69c, Kepler-62e, Kepler-62f, i la Terra. Tots excepte la Terra són visions artístiques.

Tots els planetes coneguts transiten l'estel; això vol dir que les òrbites dels cinc planetes semblen creuar per davant de la seva estrella vist des de la perspectiva de la Terra. Les seves inclinacions respecte a la línia de visió de la Terra, o fins a quin punt per sobre o per sota del pla de la vista són, varien menys d'un grau. Això permet el mesurament directe dels períodes dels planetes i els diàmetres relatius (en comparació amb l'estrella amfitriona) a partir del control del trànsit de cadascun.
Els radis dels planetes equivalen entre 0,54 i 1,95 vegades el de la Terra. Els planetes e i f són d'un interés particular, ja que són els millors canditats per ser exoplanetes sòlids situats a la zona habitable de Kepler-62. Els seus radis, equivalents a 1,61 i 1,41 radis terrestres respectivament, els posa en un rang en el que seria molt poc probable que no fossin planetes sòlids. Les seves posicions dins el sistema Kepler-62, per l'altra banda, signifiquen que se situen dins la seva zona habitable: el rang de distància en què, per una composició química determinada (quantitats significatives de diòxid de carboni a Kepler-62f i una coberta de núvol protectora per Kepler-62e), els dos planetes podrien tenir aigua líquida i/o sòlida a la seva superfície.
Les masses dels planetes podrien no ser determinades directament utilitzant ja sigui la velocitat radial o el mètode de sincronització de trànsit. Aquest intent fallit condueix a augmentar els límits de les masses dels planetes. Per a e i f, aquests límits equivalen a 36 i 35 M⊕ respectivament, però s'espera que les masses reals siguin força més petites.